# Powiat de Koło
Pour les articles homonymes, voir Koło (homonymie).
Le powiat de Koło (en polonais : powiat kolski) est un powiat appartenant à la voïvodie de Grande-Pologne dans le centre-ouest de la Pologne.

## Division administrative

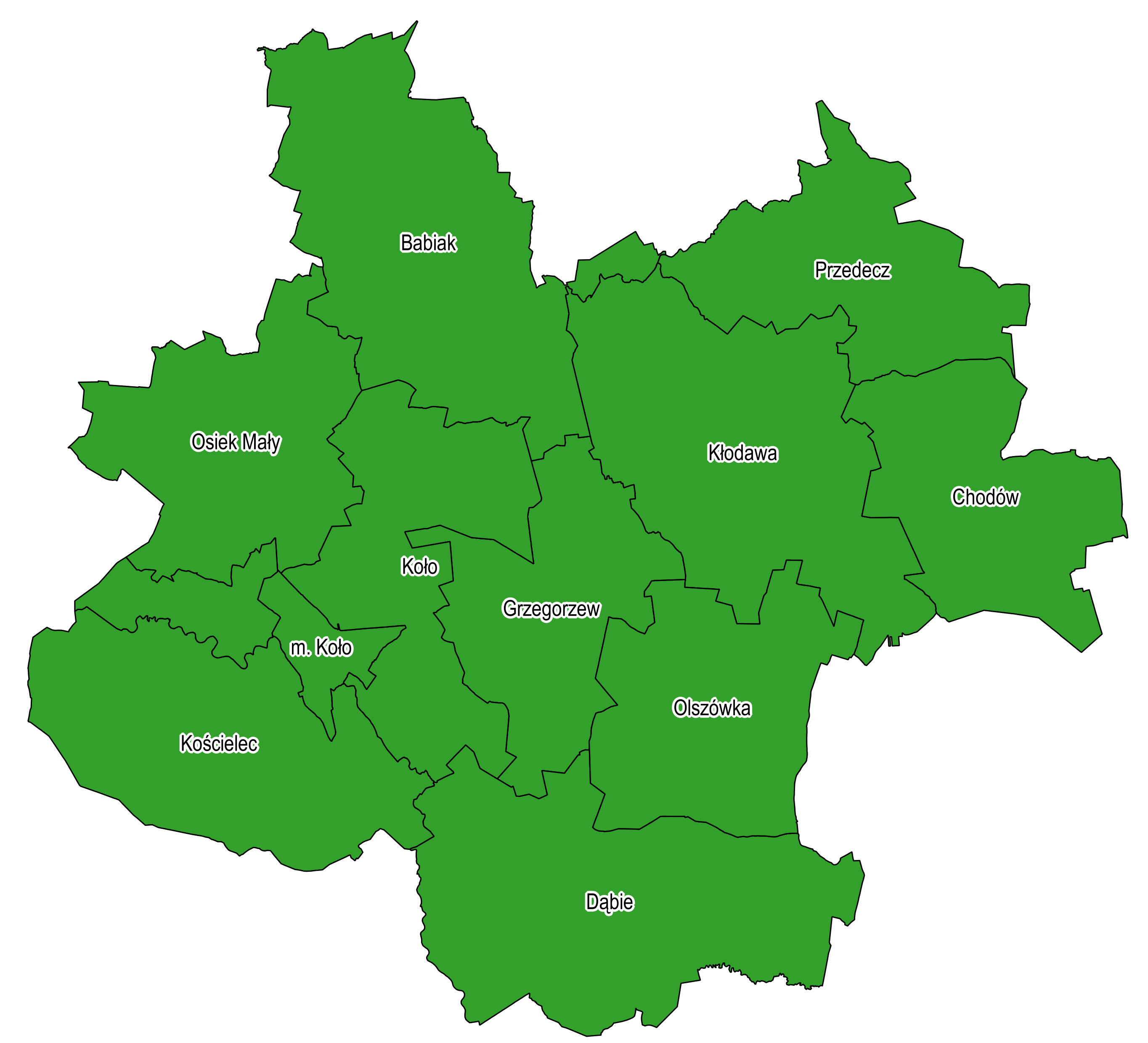
Carte du powiat

Le powiat de Koło comprend 11 communes.
- 1 commune urbaine : Koło ;
- 7 communes rurales : Babiak, Chodów, Grzegorzew, Koło, Kościelec, Olszówka et Osiek Mały ;
- 3 communes mixtes : Dąbie, Kłodawa et Przedecz.